# Hemipterodes grisescens
Hemipterodes grisescens là một loài bướm đêm trong họ Geometridae.